# Montgérain
Montgérain ist eine französische Gemeinde mit 168 Einwohnern (Stand 1. Januar 2022) im Département Oise in der Region Hauts-de-France (vor 2016 Picardie). Sie gehört zum Arrondissement Clermont und zum Kanton Estrées-Saint-Denis (bis 2015 Maignelay-Montigny). Die Einwohner werden Montgérinois genannt.

## Geographie
Montgérain liegt etwa 37 Kilometer westnordwestlich von Compiègne. Umgeben wird Montgérain von den Nachbargemeinden Tricot im Norden, Méry-la-Bataille im Osten, Ménévillers im Südosten, Saint-Martin-aux-Bois im Süden und Westen sowie Coivrel im Nordwesten.

## Bevölkerungsentwicklung
| Jahr                      | 1962 | 1968 | 1975 | 1982 | 1990 | 1999 | 2006 | 2013 |
| Einwohner                 | 168  | 166  | 161  | 146  | 135  | 177  | 155  | 169  |
| Quelle: Cassini und INSEE |      |      |      |      |      |      |      |      |

## Sehenswürdigkeiten
Siehe auch: Liste der Monuments historiques in Montgérain
- Kirche Notre-Dame
- Steinkreuz aus dem 13. Jahrhundert, Monument historique seit 1892

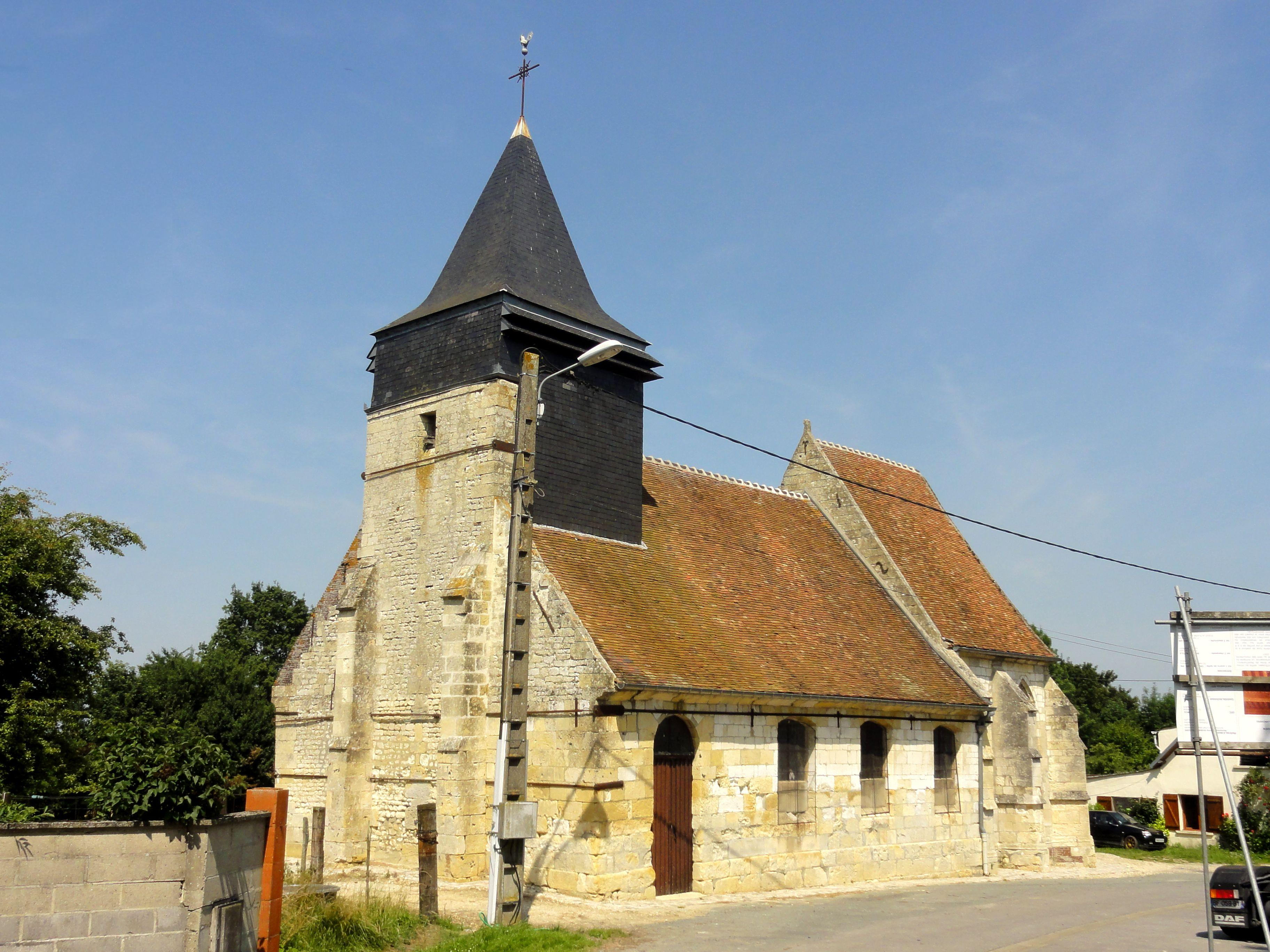
Kirche Notre-Dame
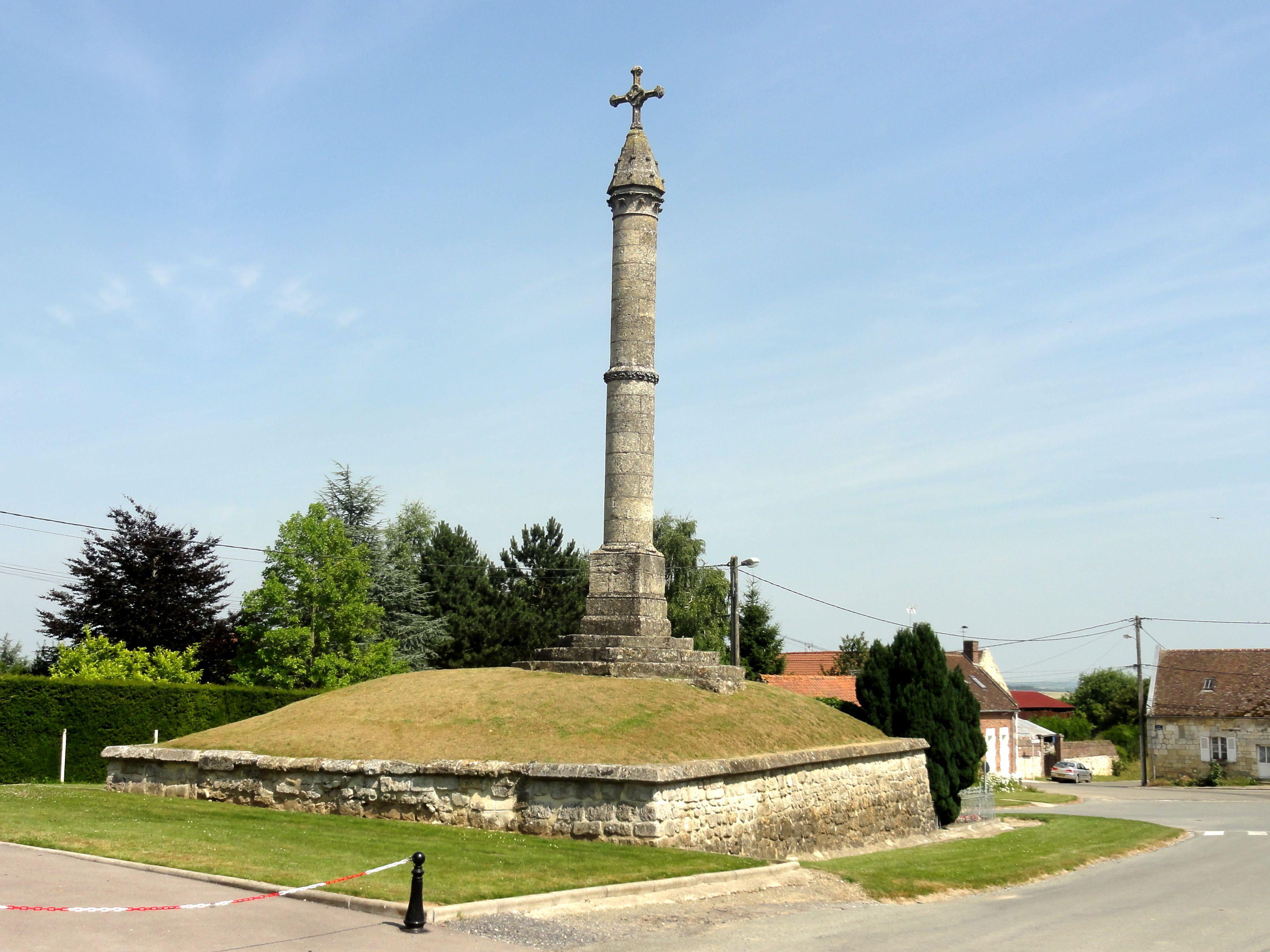
Großes Steinkreuz